# Tipo One Way
Tipo One Way é uma canção da boy band de música pop brasileira Ciclone, incluída em seu álbum de estreia, intitulado Delícia. Lançado como primeiro single do álbum, em 1985, marcou a estreia do grupo no mercado fonográfico brasileiro.
A música é uma composição do cantor e compositor Joe (anteriormente chamado Joe Euthanazia) e de Tavinho Pavares. A direção de produção ficou a cargo de Ribeiro José Francisco. As gravações ocorreram nos Estúdios Transamérica e PolyGram, no Rio de Janeiro.
Quanto a sua disponibilidade em formato físico, está presente no compacto simples que trazia "Tipo One Way" do lado A e "A Todo Vapor" como lado B. A Polydor Records ainda enviou as rádios e meios de comunicação (no mesmo ano) um LP de 12" com a faixa em ambos os lados do disco.
Como forma de divulgação, o grupo se apresentou em um número substancial de programas de televisão, tais como o TV Mulher, da TV Globo. A faixa integrou a trilha sonora da telenovela A Gata Comeu, também da Globo, como tema da personagem Babi, interpretada por Mayara Magri. Tal fato contribuiu para a sua popularidade.
Comercialmente, tornou-se um sucesso. De acordo com reportagem do Jornal do Brasil, a música atingiu a primeira posição nas paradas de sucesso das rádios de Santa Catarina. A tiragem inicial do compacto simples foi de 5 mil cópias. Dois meses depois, as vendas atingiram dez vezes o montante mencionado no Brasil (50 mil exemplares). De acordo com a Nelson Oliveira Pesquisa e Estudo de Mercado (Nopem), foi o 8º disco mais vendido no Brasil no ano de 1985.

## Lista de faixas
- Créditos adaptados do single de "Tipo One Way", de 1985.[4]

### Compacto simples
Lado A
| N.º | Título         | Compositor(es)    | Duração |  |
| 1.  | "Tipo One Way" | Joe, Tavinho Paes |         |  |

Lado B
| N.º | Título         | Compositor(es)    | Duração |  |
| 1.  | "A Todo Vapor" | Michel J. Ribamar |         |  |

## Tabelas

### Tabelas anuais
| Tabela musical (1985) | Posição |
| --------------------- | ------- |
| Brasil (Nopem)        | 8       |